# Нома, Рёта
Рёта Нома  (яп. 野間 涼太род. 15 ноября 1991, Фунабаси, Тиба) — японский футболист, полузащитник.

## Биография
Родился 15 ноября 1991 года в городе Фунабаси. Выступал за школьную команду «Аомори Ямада». С 2010 по 2013 год играл за Университет Мэйдзи.
В 2013 году перешёл в черногорский «Рудар» из города Плевля. Вместе с командой становился чемпионом и обладателем Кубка Черногории. В составе «Рудара» провёл два матча в квалификации Лиги Европы. В январе 2017 года стал игроком сербского клуба «Раднички» из города Ниш. В сезоне 2018/19 вместе с командой завоевал серебряные медали чемпионата Сербии.
В октябре 2020 года подписал контракт со «СКА-Хабаровск», выступающим в ФНЛ. 19 февраля 2021 года Нома и «СКА-Хабаровск» расторгли контракт по взаимному согласию сторон. В апреле 2021 года в качестве свободного агента заключил соглашение с действующим чемпионом Таджикистана «Истиклолом».

## Достижения
«Рудар»
- Чемпион Черногории: 2014/15
- Обладатель Кубка Черногории: 2015/16

«Раднички»
- Серебряный призёр чемпионата Сербии: 2018/19